# Katja Holm
Katja Elgaard Holm (født 5. august 1974 i Aarhus) er en dansk skuespiller, der i 2009 blev valgt ved kampvalg som formand for Dansk Skuespillerforbund efter at have siddet i bestyrelsen siden 2000.
Katja Holm blev uddannet fra skuespillerskolen ved Århus Teater i 1997, og hun har spillet på blandt andet Århus Teater, Nørrebros Teater, Østre Gasværk Teater, Bellevue Teatret, Teater Får302, Aalborg Teater, Odense Teater, Corona La Balance, Bådteatret og Svalegangen. På tv har hun blandt andet medvirket i P.I.S., Ørnen, Arvingerne, Broen 3, Borgen (sæson 3), Sygeplejersken på Netflix, Den som dræber på Viaplay samt Barda på DR1, hvor hun spillede den onde troldkvinde Asa Ill. Hun har også medvirket i Ditte og Louise sæson 2, samt Far på DR3. På film har hun medvirket i Max Pinlig 2, og De kaldte os frisører.
Hun var fra 2009-2018 anden kvindelige valgte formand for Dansk Skuespillerforbund og har fra 2016-2021 været vicepræsident for FIA - det internationale Skuespillerforbund. 
Hun sad i bestyrelsen for kulturmødet på Mors 2016-2021 og var medlem af UNESCOs nationalkommission 2016-2024. 
Hun modtog i 2002 en Reumert for bedste cabaret for Osvald – Lige henne om hjørnet.
Katja Holm er optaget i Kraks Blå Bog 2014 og sad i bestyrelsen for Ove Sprogøe Prisen fra 2014-2022 samt i bestyrelsen for Skuespillerforeningen af 1879.
Hun er endvidere uddannet mediator, projektleder, har enkeltfag i  kolletiv arbejdsret fra Syddansk Universitet og er bachelor i Film-og Medievidenskab fra Københavns Universitet. 
Derudover er hun formand for bestyrelsen for Betty Nansen Teatret siden 2022. 
Hun har siden 2018 arbejdet som konsulent for det amerikanske filmskuespillerforbund SAG-AFTRA.  
Hun er offentlig fortaler for etnisk diversitet på den danske film - og teaterscene, samt har arbejdet målrettet mod seksuelle krænkelser i film og scenekunstbranchen.
Hun er optaget i Kraks Blå Bog.
Hun er datter af tidligere biskop for Århus Stift Kjeld Holm.
Katja Holm er medlem af menighedsrådet i Frederiksberg Sogn.